# 奥塞拉·哈灵顿
奥塞拉·哈灵顿（英語：Othella Harrington，1974年1月31日—），前美国NBA联盟职业篮球运动员。他在1996年的NBA选秀中第2轮第1顺位被休斯顿火箭选中。